# Sormani (famiglia)
I Sormani furono una nobile famiglia di Milano.

## Storia
La famiglia Sormani traccia le proprie origini al borgo di Sormano, in Valassina, ma le prime notizie certe relative ad un membro della famiglia si richiamano a Ottone de Solmanno, figlio di Anselmo, il quale fu combattente nelle lotte tra l'impero ed il comune di Milano, parteggiando per Federico Barbarossa. Per questa sua scelta politica, egli perse i propri beni che vennero confiscati dal comune milanese.
Un suo discendente, Albertino (viv. 1395), era una delle personalità più ricche di Milano al punto che fu elencato tra i centoventi milanesi a cui Gian Galeazzo Visconti impose un prestito di 19.000 ducati d'oro a favore dello stato. Tra XV e XVI secolo, la famiglia venne contraddistinta da figure di notai e uomini di legge. Taddeo, figlio di Martino, fu decurione di Milano nel 1470, e fu il primo a costruire a Milano un pregevole palazzo per la sua famiglia. Sua moglie Margherita, figlia di Cristoforo Brugora, farmacista ducale, fu madre di Ludovico che sposò Livia Landriani e di Paolo Francesco che fu invece cavaliere dell'Ordine di Santo Stefano. Altro figlio fu Andrea che fu il fondatore della chiesa di Santa Maria degli Angeli a Milano dove fece erigere una cappella gentilizia per la famiglia che venne regolarmente utilizzata per le sepolture dei membri della famiglia sino alla fine del XVIII secolo.
Andrea ebbe un figlio, Giovanni Paolo, che fu banchiere e che sposò Alba Trivulzio, figlia del conte Giovanni Fermo, e fu padre a sua volta di Antonio (1580-1610), padre di Paolo Giuseppe (1604-1671). Quest'ultimo fu noto militare della sua epoca e combatté a Lecco (1635) alla testa di 4000 soldati dove fronteggiò il duca di Rohan e per questo motivo venne creato maestro di campo generale da Filippo IV di Spagna; poco dopo ottenne il titolo di conte di Missaglia (feudo acquistato nel 1648), trasmissibile ai suoi eredi (1656). Questi sposò in prime nozze Marina Giussani, da cui ebbe Francesco e poi Margherita Porta da cui ebbe Antonio (1657-1730). Quest'ultimo fu uno dei personaggi più noti dell'intera casata dal momento che fu ministro plenipotenziario di Carlo III di Spagna alla corte di Londra e poi governatore della regione della Tarragona, nonché noto militare in diverse campagne in Ungheria, Germania, Spagna, Portogallo e Italia, venendo infine nominato maresciallo di campo generale. Negli ultimi anni della sua vita venne nominato governatore di Pavia dove morì. Suo fratello maggiore Francesco (1646-1726), fu invece uno dei 60 decurioni di Milano e fu membro del Consiglio Segreto di Carlo II di Spagna (1689), nonché ambasciatore milanese presso la corte papale di Innocenzo XII (1699) e governatore del Banco di Sant'Ambrogio (1700). Sposò Giulia Calderari di Bartolomeo e ne i ebbe tre figli maschi che proseguirono la casata in tre rami distinti: Paolo, Lorenzo e Antonio.
Il ramo primogenito continuò con Paolo dal quale nacque Antonio, il quale il 30 gennaio 1755 si sposò con Maria Spinola. Suo figlio Cesare (n. 1756), sposò Fulvia Giussani ed ebbe Carlo (n. 1799). Quest'ultimo sposò Teresa Silva e dalla coppia venne alla luce Antonio (n. 1841), il quale sposò in prime nozze Celestina Maineri e in seconde nozze Pierina Rougier.

### Sormani Andreani Verri
Da Antonio, figlio terzogenito del conte Francesco, si originò il ramo che prese i cognomi di Sormani Andreani Verri. Un suo discendente, Alessandro (n.1815), sposò Carolina Verri, ultima discendente della sua casata in quanto figlia ed erede del conte Gabriele. I Sormani ottennero quindi di ereditari i titoli e le armi dei Verri.

### Sormani Moretti
È questo un ramo della famiglia milanese dei Sormani trasferitosi nel XVIII secolo in Reggio Emilia. Di questo ramo, Francesco e Carlo ospitarono nella loro casa le principesse Benedetta, Amalia e Beatrice d'Este durante la fiera di maggio dell'anno 1776 e si guadagnarono notevoli benemerenze presso Francesco III d'Este, motivo per cui vennero creati al titolo di conti. Da loro discese il senatore Luigi Sormani Moretti.

## Albero genealogico
|                                                   |                                                     |                                                                                               |                                                                                               |                                                                    |                                                                    |                                                                                             |                                                                                                  |                                                                                                  |                                                                              |                                                                              |                                                              |                                                               |                                                                          |                                                                          |                                                              |                                                              |                                 |
|                                                   |                                                     |                                                                                               |                                                                                               |                                                                    |                                                                    | Paolo Giuseppe, I conte di Missaglia *1604 †1671 1.Marina Giussani 2.Margherita Della Porta |                                                                                                  |                                                                                                  |                                                                              |                                                                              |                                                              |                                                               |                                                                          |                                                                          |                                                              |                                                              |                                 |
|                                                   |                                                     |                                                                                               |                                                                                               |                                                                    |                                                                    |                                                                                             |                                                                                                  |                                                                                                  |                                                                              |                                                                              |                                                              |                                                               |                                                                          |                                                                          |                                                              |                                                              |                                 |
|                                                   |                                                     |                                                                                               |                                                                                               |                                                                    |                                                                    |                                                                                             |                                                                                                  |                                                                                                  |                                                                              |                                                                              |                                                              |                                                               |                                                                          |                                                                          |                                                              |                                                              |                                 |
|                                                   |                                                     |                                                                                               |                                                                                               | 1.Francesco, II conte di Missaglia *1645 †1726 Giulia Calderari    | 1.Francesco, II conte di Missaglia *1645 †1726 Giulia Calderari    | 2.Cristina Maria *1655 †1739 Giovanni Francesco Messerati, III conte di Lodi Vecchio        | 2.Cristina Maria *1655 †1739 Giovanni Francesco Messerati, III conte di Lodi Vecchio             | 2.Antonio *1657 †1730 senza eredi                                                                | 2.Antonio *1657 †1730 senza eredi                                            |                                                                              |                                                              |                                                               |                                                                          |                                                                          |                                                              |                                                              |                                 |
|                                                   |                                                     |                                                                                               |                                                                                               |                                                                    |                                                                    |                                                                                             |                                                                                                  |                                                                                                  |                                                                              |                                                                              |                                                              |                                                               |                                                                          |                                                                          |                                                              |                                                              |                                 |
|                                                   |                                                     |                                                                                               |                                                                                               |                                                                    |                                                                    |                                                                                             |                                                                                                  |                                                                                                  |                                                                              |                                                                              |                                                              |                                                               |                                                                          |                                                                          |                                                              |                                                              |                                 |
| Maria †1730 Giacomo Ferreri, I marchese di Pombia | Maria †1730 Giacomo Ferreri, I marchese di Pombia   | Paolo Alessandro, III conte di Missaglia *1683 †1761 Maria Girolama Poggi                     | Paolo Alessandro, III conte di Missaglia *1683 †1761 Maria Girolama Poggi                     |                                                                    |                                                                    |                                                                                             |                                                                                                  | Antonio *1689 †1763 Francesca Bonenzio                                                           | Antonio *1689 †1763 Francesca Bonenzio                                       |                                                                              |                                                              |                                                               |                                                                          |                                                                          |                                                              |                                                              |                                 |
|                                                   |                                                     |                                                                                               |                                                                                               |                                                                    |                                                                    |                                                                                             |                                                                                                  |                                                                                                  |                                                                              |                                                                              |                                                              |                                                               |                                                                          |                                                                          |                                                              |                                                              |                                 |
|                                                   |                                                     |                                                                                               |                                                                                               |                                                                    |                                                                    |                                                                                             |                                                                                                  |                                                                                                  |                                                                              |                                                                              |                                                              |                                                               |                                                                          |                                                                          |                                                              |                                                              |                                 |
|                                                   | Francesco *1720 †1756 Giuseppa Visconti senza eredi | Francesco *1720 †1756 Giuseppa Visconti senza eredi                                           | Antonio Valeriano, IV conte di Missaglia *1722 †1772 Maria Spinola                            | Antonio Valeriano, IV conte di Missaglia *1722 †1772 Maria Spinola | Cecilia *1733 †1763 Pietro Paolo Andreani, I conte della Lombardia | Cecilia *1733 †1763 Pietro Paolo Andreani, I conte della Lombardia                          | Alessandro *1740 †1825 senza eredi                                                               | Alessandro *1740 †1825 senza eredi                                                               | Lorenzo *1741 †1821 Marianna Crevenna                                        | Lorenzo *1741 †1821 Marianna Crevenna                                        | Cristina †1795 Carlo Camillo Carcano, II marchese di Anzano  | Cristina †1795 Carlo Camillo Carcano, II marchese di Anzano   |                                                                          |                                                                          |                                                              |                                                              |                                 |
|                                                   |                                                     |                                                                                               |                                                                                               |                                                                    |                                                                    |                                                                                             |                                                                                                  |                                                                                                  |                                                                              |                                                                              |                                                              |                                                               |                                                                          |                                                                          |                                                              |                                                              |                                 |
|                                                   |                                                     |                                                                                               |                                                                                               |                                                                    |                                                                    |                                                                                             |                                                                                                  |                                                                                                  |                                                                              |                                                                              |                                                              |                                                               |                                                                          |                                                                          |                                                              |                                                              |                                 |
|                                                   |                                                     | Cesare, V conte di Missaglia *1763 †1850 Fulvia Giussani                                      | Cesare, V conte di Missaglia *1763 †1850 Fulvia Giussani                                      | Daria *1767 †1836 Pietro Castelletti                               | Daria *1767 †1836 Pietro Castelletti                               |                                                                                             | Francesca *1770 †1854 1.Giuseppe Messerati, V conte di Lodi Vecchio 2.Francesco Peregalli, conte | Francesca *1770 †1854 1.Giuseppe Messerati, V conte di Lodi Vecchio 2.Francesco Peregalli, conte | SORMANI ANDREANI Giuseppe *1771 †1840 Gabriella Signoris di Buronzo Bussetti | SORMANI ANDREANI Giuseppe *1771 †1840 Gabriella Signoris di Buronzo Bussetti | Alessandro *1774 †1836 senza eredi                           | Alessandro *1774 †1836 senza eredi                            |                                                                          |                                                                          |                                                              |                                                              |                                 |
|                                                   |                                                     |                                                                                               |                                                                                               |                                                                    |                                                                    |                                                                                             |                                                                                                  |                                                                                                  |                                                                              |                                                                              |                                                              |                                                               |                                                                          |                                                                          |                                                              |                                                              |                                 |
|                                                   |                                                     |                                                                                               |                                                                                               |                                                                    |                                                                    |                                                                                             |                                                                                                  |                                                                                                  |                                                                              |                                                                              |                                                              |                                                               |                                                                          |                                                                          |                                                              |                                                              |                                 |
|                                                   |                                                     | Carlo, VI conte di Missaglia *1799 †1873 Teresa Silva                                         | Carlo, VI conte di Missaglia *1799 †1873 Teresa Silva                                         |                                                                    |                                                                    | Sofia *1813 †1867 Francesco Pertusati, V conte di Castelferro                               | Sofia *1813 †1867 Francesco Pertusati, V conte di Castelferro                                    | Emilia *1814 †1831                                                                               | Emilia *1814 †1831                                                           | Alessandro *1815 †1880 Carolina Verri SORMANI ANDREANI VERRI                 | Alessandro *1815 †1880 Carolina Verri SORMANI ANDREANI VERRI | Lorenzo *1816 †1884 Teresa Carminati di Brambilla senza eredi | Lorenzo *1816 †1884 Teresa Carminati di Brambilla senza eredi            |                                                                          |                                                              |                                                              |                                 |
|                                                   |                                                     |                                                                                               |                                                                                               |                                                                    |                                                                    |                                                                                             |                                                                                                  |                                                                                                  |                                                                              |                                                                              |                                                              |                                                               |                                                                          |                                                                          |                                                              |                                                              |                                 |
|                                                   |                                                     |                                                                                               |                                                                                               |                                                                    |                                                                    |                                                                                             |                                                                                                  |                                                                                                  |                                                                              |                                                                              |                                                              |                                                               |                                                                          |                                                                          |                                                              |                                                              |                                 |
|                                                   |                                                     | Antonio, VII conte di Missaglia *1841 †1900 1.Celestina Maineri 2.Pierina Rougier senza eredi | Antonio, VII conte di Missaglia *1841 †1900 1.Celestina Maineri 2.Pierina Rougier senza eredi |                                                                    |                                                                    |                                                                                             | Giustina *1841 †1878 Alessandro Greppi                                                           | Giustina *1841 †1878 Alessandro Greppi                                                           | Lorenzo, VIII conte di Missaglia *1843 †1913 senza eredi                     | Lorenzo, VIII conte di Missaglia *1843 †1913 senza eredi                     | Sofia *1847 †1932 Luigi Fàa di Bruno, marchese di Bruno      | Sofia *1847 †1932 Luigi Fàa di Bruno, marchese di Bruno       | Pietro, IX conte di Missaglia *1849 †1934 Luigia Busca Arconati Visconti | Pietro, IX conte di Missaglia *1849 †1934 Luigia Busca Arconati Visconti |                                                              |                                                              |                                 |
|                                                   |                                                     |                                                                                               |                                                                                               |                                                                    |                                                                    |                                                                                             |                                                                                                  |                                                                                                  |                                                                              |                                                                              |                                                              |                                                               |                                                                          |                                                                          |                                                              |                                                              |                                 |
|                                                   |                                                     |                                                                                               |                                                                                               |                                                                    |                                                                    |                                                                                             |                                                                                                  |                                                                                                  |                                                                              |                                                                              |                                                              |                                                               |                                                                          |                                                                          |                                                              |                                                              |                                 |
|                                                   |                                                     |                                                                                               |                                                                                               |                                                                    |                                                                    |                                                                                             |                                                                                                  |                                                                                                  |                                                                              |                                                                              | Clementina *1875 †1945 Lorenzo de Laugier, barone            | Clementina *1875 †1945 Lorenzo de Laugier, barone             | Giustina *1879 †1966 Vitaliano Crivelli, IX marchese di Agliate          | Giustina *1879 †1966 Vitaliano Crivelli, IX marchese di Agliate          | Alessandro, X conte di Missaglia *1882 †1944 Augusta Vanotti | Alessandro, X conte di Missaglia *1882 †1944 Augusta Vanotti |                                 |
|                                                   |                                                     |                                                                                               |                                                                                               |                                                                    |                                                                    |                                                                                             |                                                                                                  |                                                                                                  |                                                                              |                                                                              |                                                              |                                                               |                                                                          |                                                                          |                                                              |                                                              |                                 |
|                                                   |                                                     |                                                                                               |                                                                                               |                                                                    |                                                                    |                                                                                             |                                                                                                  |                                                                                                  |                                                                              |                                                                              |                                                              |                                                               |                                                                          |                                                                          |                                                              |                                                              |                                 |
|                                                   |                                                     |                                                                                               |                                                                                               |                                                                    |                                                                    |                                                                                             |                                                                                                  |                                                                                                  |                                                                              |                                                                              |                                                              |                                                               |                                                                          | Antonio, XI conte di Missaglia *1909 †1954 Valeria Comelli               | Antonio, XI conte di Missaglia *1909 †1954 Valeria Comelli   | Carla *1910 †? Alfonso Marietti                              | Carla *1910 †? Alfonso Marietti |
|                                                   |                                                     |                                                                                               |                                                                                               |                                                                    |                                                                    |                                                                                             |                                                                                                  |                                                                                                  |                                                                              |                                                                              |                                                              |                                                               |                                                                          |                                                                          |                                                              |                                                              |                                 |
|                                                   |                                                     |                                                                                               |                                                                                               |                                                                    |                                                                    |                                                                                             |                                                                                                  |                                                                                                  |                                                                              |                                                                              |                                                              |                                                               |                                                                          |                                                                          |                                                              |                                                              |                                 |
|                                                   |                                                     |                                                                                               |                                                                                               |                                                                    |                                                                    |                                                                                             |                                                                                                  |                                                                                                  |                                                                              |                                                                              |                                                              |                                                               |                                                                          | Maria Luisa *? †? Gian Luca Castelbarco Albani Visconti Simonetta        |                                                              |                                                              |                                 |